# Olaf Plassa
Olaf Plassa (* 16. Mai 1969 in Zerbst) ist ein deutscher Opern- und Konzertsänger (Bassbariton).
Von 1990 bis 1996 studierte er Gesang an der Hochschule für Musik „Carl Maria von Weber“ Dresden. Nach Festengagements in Dresden und Rostock arbeitet er seit geraumer Zeit freischaffend. Olaf Plassa verkörpert Opernrollen schwerpunktmäßig im deutschen Fach. Auch als Interpret der Musik des 20. Jahrhunderts hat er sich einen Namen gemacht. Alle großen Basspartien aus Oratorium und Konzert gehören zu seinem Repertoire.   
Olaf Plassa lebt in der Nähe von Berlin.

## Theaterengagements
- 1996–2002: Staatsoperette Dresden
- 2002–2008  Volkstheater Rostock
- seit 2008 freischaffend
- Gastverträge u. a. Oper Leipzig, Staatsoperette Dresden, Theater Münster, Mecklenburgisches Staatstheater Schwerin
- Gastspiele in Frankreich, Österreich, der Schweiz
- Ensemblemitglied der Seefestspiele Mörbisch

## Partien (Auswahl)
- Geronte de Ravoir in Manon Lescaut (Puccini)
- Dracula in Dracula
- Dr. Bartolo in Der Barbier von Sevilla
- Plumkett in Martha (Oper)
- Algernon Moncrieff in Mein Freund Bunbury
- Leporello in Don Giovanni
- Colline in La Bohème
- Papageno in Die Zauberflöte
- Kaspar in Der Freischütz
- Lord Evelyn Oakleigh in Anything Goes
- Prof. Higgins in My Fair Lady
- Daland in Der Fliegende Holländer
- Gabey in On The Town
- Kezal in Die verkaufte Braut
- Baculus in Der Wildschütz